# Încoronare

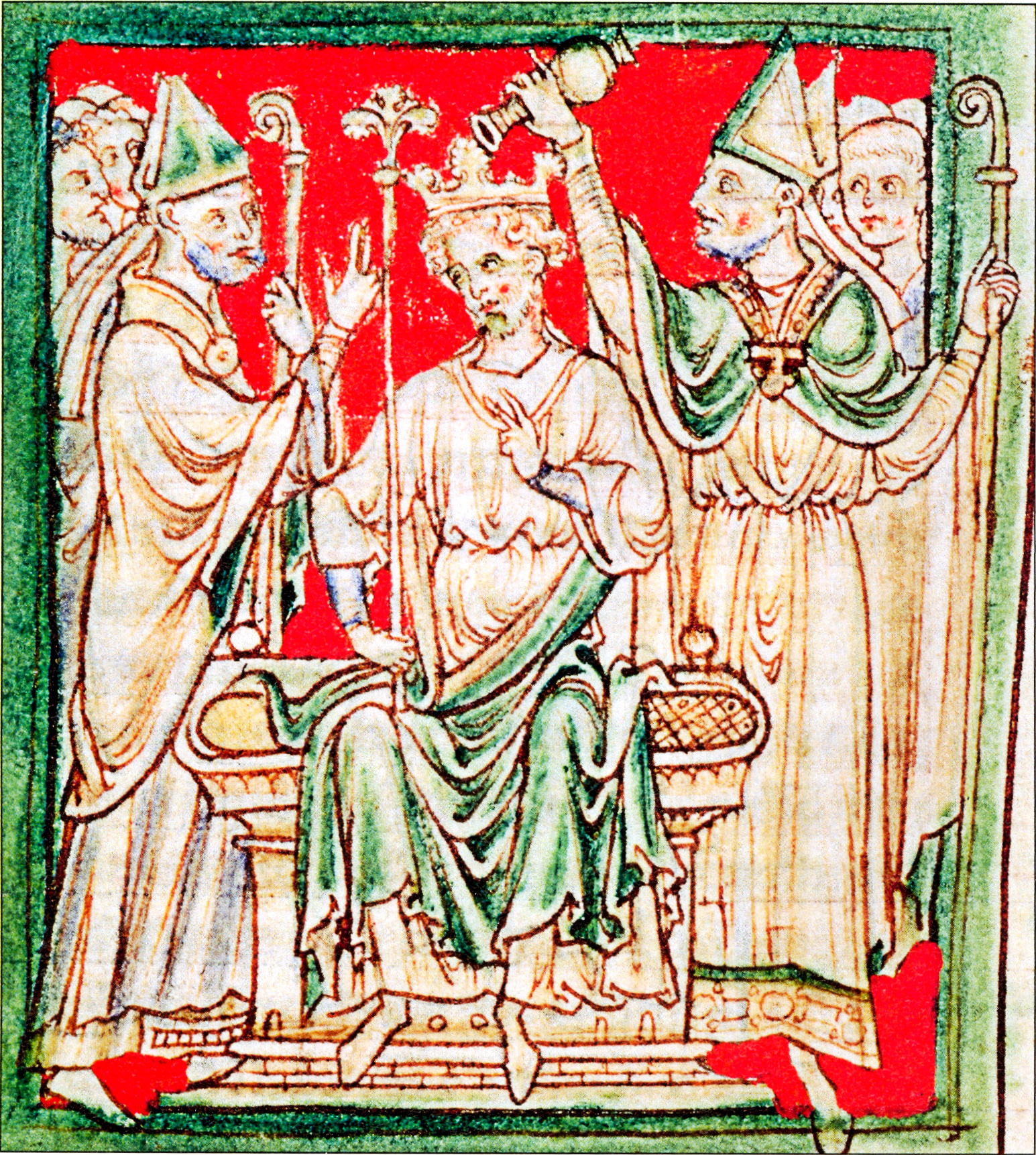
Încoronarea lui Richard Inimă de Leu, 1189.

Încoronarea este ceremonia în care unui monarh i se așează în mod simbolic coroana pe cap.